# Aric Holman
Aric Jeremiah Holman (Owensboro, 11 luglio 1997) è un cestista statunitense.

## Palmarès
- Coppa di Polonia: 1

Legia Varsavia: 2024